# Vượt ngục (phim)
Vượt ngục (tên gốc tiếng Anh: Escape Plan) là phim điện ảnh hành động hồi hộp của Mỹ năm 2013 với sự tham gia diễn xuất của Sylvester Stallone và Arnold Schwarzenegger vào vai hai diễn viên chính, cùng Jim Caviezel, 50 Cent, Vinnie Jones, Vincent D'Onofrio và Amy Ryan. Phim do nhà làm phim người Thụy Điển Mikael Håfström đạo diễn, với phần kịch bản do Miles Chapman và Jason Keller chấp bút. Nội dung phim xoay quanh Ray Breslin, một kỹ sư kiến trúc bị tống giam trong nhà tù bí mật và kiên cố nhất thế giới, và với sự giúp đỡ của người bạn giam Emil Rottmayer, họ cùng nhau vạch ra một kế hoạch để vượt ngục.
Phim được công chiếu tại Mỹ vào ngày 18 tháng 10 năm 2013, nhận được nhiều ý kiến trái chiều từ giới chuyên môn và đã thu về 137 triệu USD toàn cầu so với kinh phí làm phim 54 triệu USD.

## Nội dung
Ray Breslin làm việc cho một công ty an ninh, và có nhiệm vụ bí mật giả làm tù nhân để lọt vào các nhà tù và từ đó tìm cách đào thoát khỏi đây. Đó là biện pháp để rà lại những lỗ hổng còn sót trong hệ thống nhà tù và Ray luôn thành công trong việc đào thoát, với sự trợ giúp của chuyên gia máy tính Hush (50 Cent) và người đồng nghiệp Abigail. Sau khi đã vượt ngục thành công hàng chục lần và chỉ cho các giám đốc trại giam về những lỗ hổng, Ray bỗng nhận được một lời đề nghị kỳ lạ từ nữ điệp viên CIA Jessica Miller, đó là nhận hàng triệu USD để đào thoát khỏi một nhà ngục "kiên cố nhất thế giới" đang trong giai đoạn thử nghiệm. Mọi việc bắt đầu theo chiều hướng xấu khi Ray bất ngờ bị bắt cóc trước sự chứng kiến của đồng nghiệp và họ hoàn toàn mất dấu ông.
Đến khi tỉnh dậy, Ray nhận ra mình đã trở thành tù nhân ở nhà tù kia, nơi "chứa những kẻ cặn bã mà không chính phủ nào muốn tồn tại". Thiết kế nơi đây hoàn toàn khác với những nơi Ray từng đào tẩu, với xà lim là kính trong suốt khiến mọi động tĩnh từ các tù nhân đều bị phơi bày. Những tên cai ngục đều có vẻ ngoài bí ẩn và ra đòn không gớm tay dưới sự chỉ đạo của giám đốc Hobbs xảo quyệt. Không thể xác định được vị trí mình bị giam cầm hay liên lạc với thế giới bên ngoài, Ray đành hợp tác với người tù Rottmayer để lập kế hoạch vượt ngục và đòi lại công lý cho chính mình.

## Diễn viên
- Sylvester Stallone vai Ray Breslin / Anthony Portos
- Arnold Schwarzenegger vai Emil Rottmayer / Victor X Mannheim
- Jim Caviezel vai Warden Hobbes
- 50 Cent vai Hush
- Sam Neill vai Bác sĩ Kyrie
- Vinnie Jones vai Drake
- Caitriona Balfe vai Jessica Mayer
- Vincent D'Onofrio vai Lester Clark
- Amy Ryan vai Abigail Ross
- Graham Beckel vai Brims
- Matt Gerald vai Roag
- Faran Tahir vai Javed

## Sản xuất
Các tài liệu trong năm 2011 cho biết Bruce Willis được tuyển vào vai chính Ray Breslin. Nhà sản xuất Mark Canton tiết lộ trên The Matthew Aaron Show rằng Jim Caviezel đã ký hợp đồng tham gia bộ phim trong vai quản ngục Hobbes. Diễn viên Vinnie Jones cũng ký kết cho vai diễn Drake, một cai ngục.
Tháng 4 năm 2012, Variety và các phương tiện thông tin đại chúng khác cho biết Amy Ryan, Vincent D'Onofrio và 50 Cent cũng tham gia dàn diễn viên của Vượt ngục. 50 Cent được xác nhận sẽ vào vai một chuyên gia công nghệ tham gia giúp đỡ nhân vật của Breslin vượt ngục, D'Onofrio vào vai người điều hành nhà ngục, còn Ryan vào vai đối tác kinh doanh và người yêu của nhân vật chính.

## Đón nhận

### Doanh thu phòng vé
Phim không đạt thành công lớn tại thị trường Mỹ khi chỉ ra mắt tại vị trí thứ tư trên bảng xếp hạng doanh thu phòng vé tuần với 9,89 triệu USD từ 2.883 rạp chiếu phim trong dịp cuối tuần ra mắt, và tổng cộng 25,1 triệu USD tại thị trường nội địa. Tuy vậy, Vượt ngục lại là một thành công lớn ở thị trường quốc tế, với vị trí dẫn đầu ở một vài quốc gia châu Á và châu Âu, nâng tổng doanh thu toàn cầu lên 137,3 triệu USD.

### Đánh giá chuyên môn
Vượt ngục nhận được nhiều ý kiến trái chiều từ giới phê bình. Trên hệ thống tổng hợp kết quả đánh giá Rotten Tomatoes, phim nhận được 50% lượng đồng thuận dựa theo 107 bài đánh giá, với điểm trung bình là 5,4/10. Các chuyên gia của trang web nhất trí rằng, "Dù thật tuyệt vời khi thấy Sylvester Stallone và Arnold Schwarzenegger hợp tác với nhau trên màn ảnh, Vượt ngục lại không có gì ngoài việc bắt chước qua loa những siêu phẩm phòng vé của thập niên 1980." Metacritic cho bộ phim 49 trên 100 điểm, dựa trên 33 bài phê bình, với chủ yếu là các nhận xét hỗn tạp.

## Phần tiếp nối
Tháng 2 năm 2017, các nguồn tin cho biết phần phim thứ hai đang trong giai đoạn phát triển, trong đó Stallone xác nhận sẽ trở lại với vai diễn Ray Breslin. Steven C. Miller sẽ là đạo diễn của phim, và Miles Chapman tiếp tục đảm nhiệm vai trò biên kịch. Dave Bautista, 50 Cent và Jaime King cũng tham gia vào dàn diễn viên. Tên chính thức của phim là Kế hoạch đào tẩu 2: Địa ngục, ra mắt ngày 29 tháng 6 năm 2018.